# حفلة عيد الميلاد (فلم رسوم متحركة)
حفلة عيد الميلاد (بالإنجليزية: The Birthday Party) هو فيلم رسوم متحركة قصير لـميكي ماوس صدر في الثاني من يناير لعام 1931 كجزء من سلسلة أفلام ميكي ماوس .  كان هذا الفيلم القصير الخامس والعشرون لميكي ماوس الذي أُنتِج، والأول لذلك العام. 

## حبكة

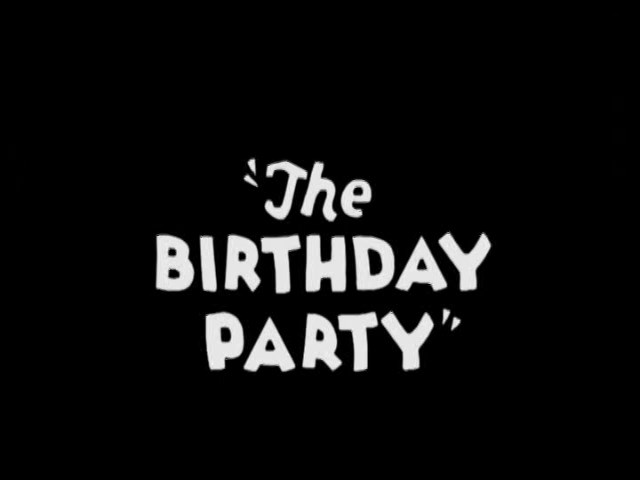

تنظم ميني ماوس حفلة عيد ميلاد مفاجئة لميكي، ويَتَحَلَّقُ حوله مجموعة من الأصدقاء. يقدم له الطاهي الخنزير كعكة عيد ميلاد، لكن ميكي ينفخ ليطفئ الشموع بقوة شديدة حتى تسقط الكعكة بأكملها على وجه الخنزير.
يفتح ميكي هديته - وهي عبارة عن بيانو صغير، ليتناسب مع بيانو ميني - ويبدأ الفأران في العزف والغناء. ثم يعزفون أغنية بينما يرقص الضيوف. وبعد فترة من الوقت، تسيطر كراسي البيانو، ويبدأ ميكي وميني في الرقص أيضًا. كما يقدم كل من أبو طويلة وكوكبة استراحة رقص حماسية.
يتجه ميكي إلى إكسيليفون ويعزف " ثم يرافق ميني في العزف. يصبح الإكسيليفون متحمسًا وينتهي الأمر بميكي وهو يركبه مثل خيل جامح، وينتهي به الأمر مع حوض سمك فوق رأسه.

## إنتاج
تغير عيد ميلاد ميكي "الرسمي" كثيرًا - أعلن والت ديزني في عام 1933 أن عيد ميلاد ميكي هو الأول من أكتوبر،  وفي شريط ميكي ماوس الهزلي، احتفل ميكي بعيد ميلاده السابع في 28 سبتمبر 1935.  أُصدِرَ الفيلم التالي لعيد ميلاد ميكي، حفلة عيد ميلاد ميكي ، في 7 فبراير 1942. ولم يكن الأمر كذلك حتى أوائل سبعينيات القرن العشرين عندما قرر ديف سميث من أرشيف استوديوهات والت ديزني للرسوم المتحركة أن تاريخ العرض الأول لفيلم ستيمبوت ويلي هو 18 نوفمبر، وثبت ذلك باعتباره عيد ميلاد ميكي الرسمي. 

## استقبال
في كتاب "أفلام ميكي: أفلام ميكي ماوس المسرحية" ، كتب جيس غروب: "أبرز ما يميز الفيلم هو مشهد قصير في البداية، من تحريك توم بالمر : ميكي وميني ماوس يسألان بعضهما البعض بخجل إن كانا بخير، وقد يُشكل هذا أول حوار فكاهي في تاريخ ديزني. على الأقل، يُعد هذا مثالاً رائعاً على رسوم متحركة للشخصيات، إذ يُرسخ العلاقة بينهما بأناقة." 

## طاقم صوتي
- ميكي ماوس: والت ديزني
- ميني ماوس: مارسيليت جارنر

## روابط خارجية
- حفلة عيد الميلاد  في قاعدة بيانات الأفلام على الإنترنت (بالإنجليزية)
- The Birthday Party على يوتيوب